# Бамбутос (департамент)
Бамбутос (фр. Bamboutos) — один из 8 департаментов Западного региона Камеруна. Находится в северной части региона, занимая площадь в 1 173 км².
Административным центром департамента является город Мбуда (фр. Mbouda). Граничит с департаментами: Мезам (на севере), Нго-Кетунджиа (на севере), Лебьялем (на западе), Менуа (на западе и юге), Мифи (на юге) и Нун (на востоке).

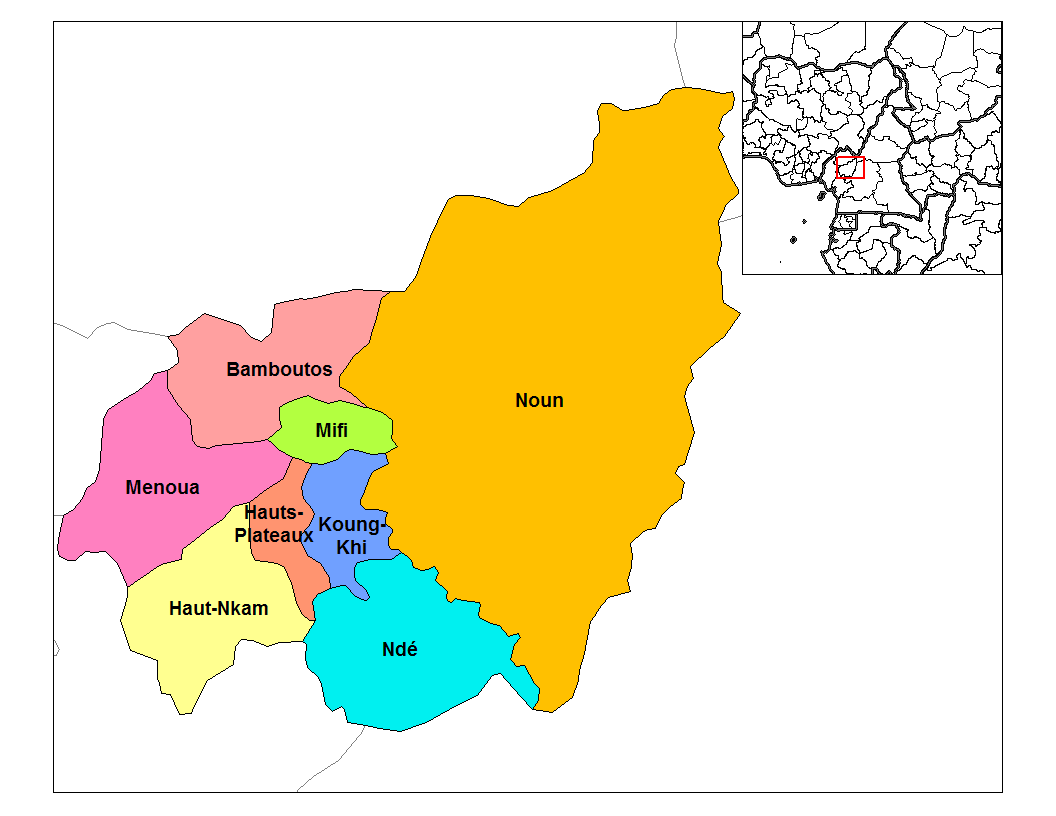
Департамент Бамбутос на карте Западного региона

## Административное деление
Департамент Бамбутос подразделяется на 4 коммуны:
1. Бабаджу (фр. Babadjou)
2. Батшам (фр. Batcham)
3. Галим (фр. Galim)
4. Мбуда (фр. Mbouda)